# Xindang

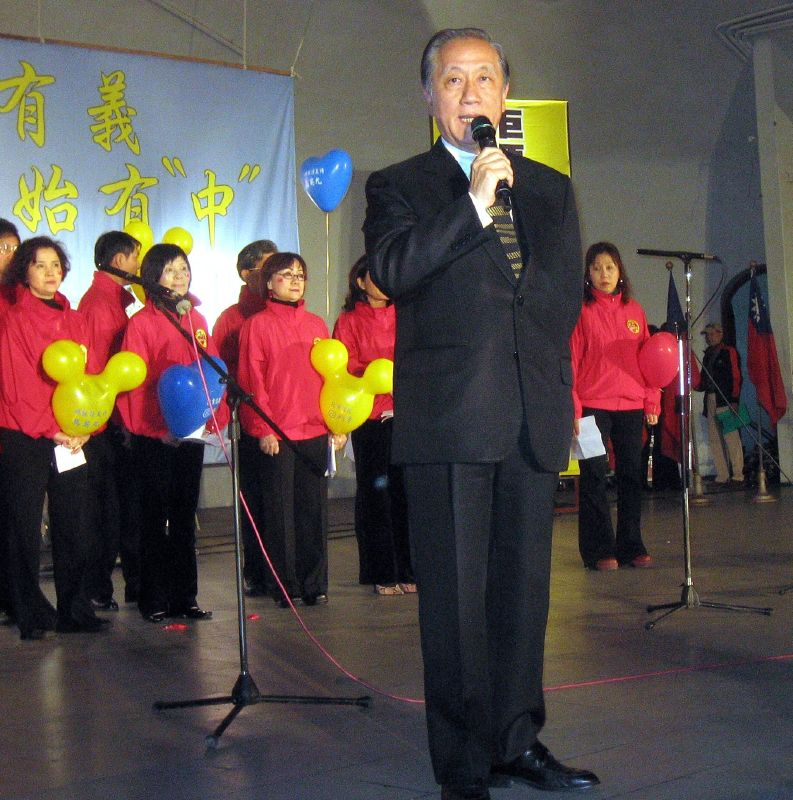
Der Parteivorsitzende der Xindang, Yok Mu-ming bei einer Wahlkampfveranstaltung am 8. März 2008 vor der Präsidentenwahl 2008

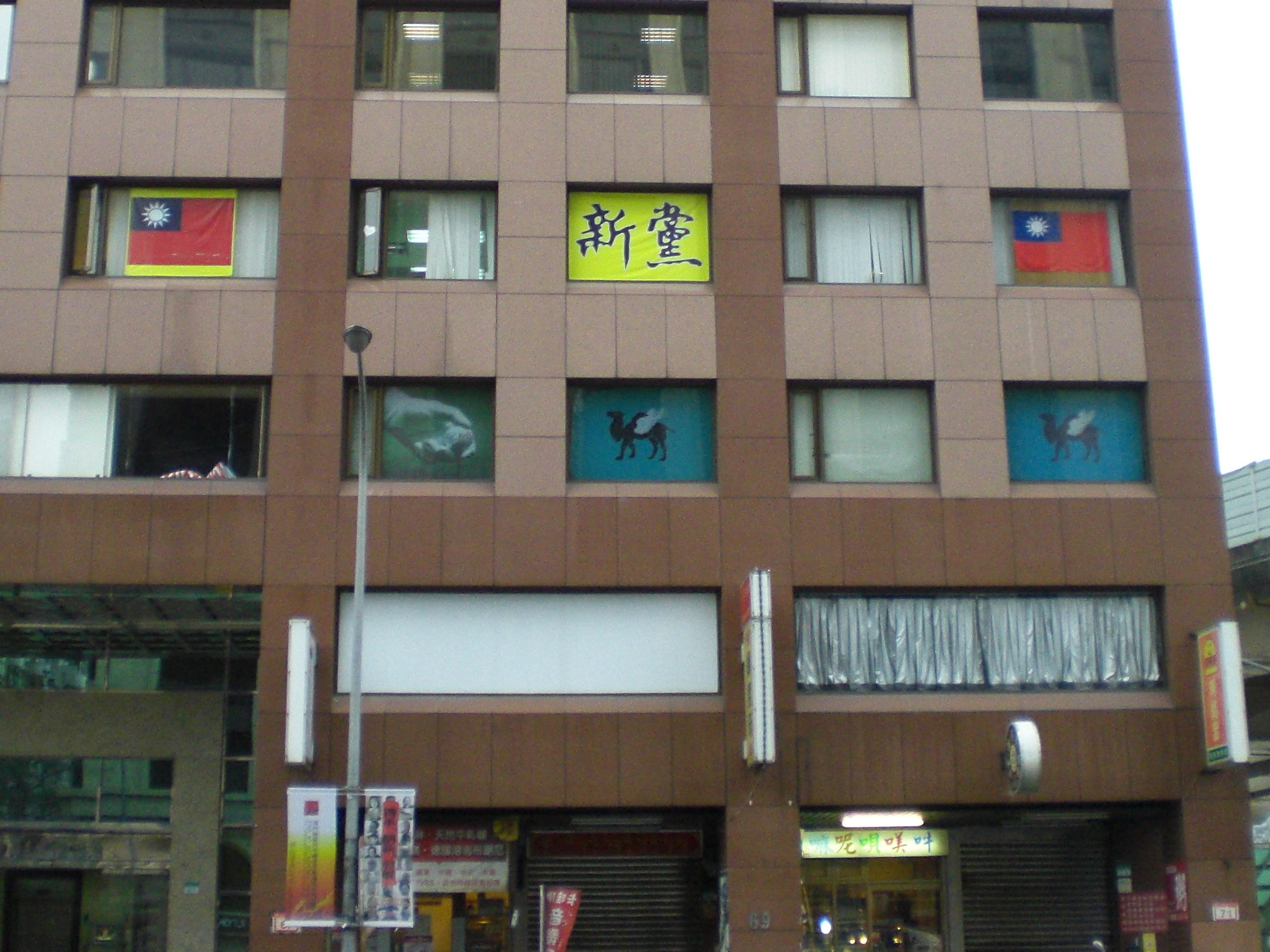
Das Parteibüro der Xindang in Taipeh

Die Xindang (chinesisch 新黨, Pinyin Xīn Dăng, englisch New Party – „Neue Partei“, früher 中華新黨,  Zhōnghúa Xīn Dăng – „Chinesische Neue Partei“) ist eine politische Partei des konservativen Spektrums in der Republik China auf Taiwan.

## Parteigeschichte
Die Partei wurde im Zuge der Demokratisierung, die Taiwan Anfang der 1990er Jahre erlebte, gegründet. Die bislang unangefochten herrschende Kuomintang (KMT) lockerte ihre autoritäre Herrschaft und ließ die Gründung neuer Parteien und eine bisher nicht gekannte Presse- und Meinungsfreiheit zu. Zahlreiche neue Oppositionsparteien und ‑bewegungen entstanden und die KMT geriet zunehmend politisch in die Defensive. Auch innerhalb der Kuomintang regte sich Kritik. 1990 bildete sich eine innerparteiliche Fraktion, die „Neue Kuomintang-Allianz“ (NKMTA, 新國民黨連線), die mehr innerparteiliche Demokratie forderte und die die vermeintliche politische Korruption in der KMT und der Politik allgemein kritisierte. Dem Parteivorsitzenden und Präsidenten der Republik China Lee Teng-hui wurde autoritäres Verhalten vorgeworfen, und er wurde verdächtigt, insgeheim das Ziel der Wiedervereinigung Festland-Chinas mit Taiwan aufgeben zu wollen. Der Parteivorsitzende Lee versuchte bei der Wahl zum Legislativ-Yuan 1992 seine innerparteilichen Kritiker politisch auszumanövrieren und verweigerte ihnen die Unterstützung der Parteiführung. Trotzdem wurden 11 von 12 Vertretern der NKMTA-Fraktion ins Parlament gewählt. Die beiden populärsten Vertreter der Gruppe, der Direktor der Umweltbehörde Jaw Shaw-kong und Finanzminister Wang Chien-shien, erhielten zusammen mehr als 350.000 Wählerstimmen. Nachdem jedoch Premierminister Hau Pei-tsun, der mit der NKMTA sympathisierte, 1993 durch Präsident Lee zum Rücktritt gezwungen wurde, sahen die Vertreter der NKMTA innerhalb der Kuomintang für sich keine Zukunft mehr. Am 10. August 1993 erklärten sieben führende Vertreter der NKMTA auf einer Pressekonferenz ihren Austritt aus der Kuomintang und die Gründung einer „Neuen Partei“, der Xindang (新黨).
In den 1990er Jahren erhielt die Xindang hauptsächlich Zustrom von unzufriedenen KMT-Anhängern. 1993 schloss sich ihr die kleine CSDP an, wodurch die Wählerbasis der Xindang nach Süden (d. h. über den Fluss Zhuoshui, der auch eine Art Kulturgrenze in Taiwan bildet, hinweg) ausgeweitet werden konnte. 1994 kam ihr Kandidat Chao Shao-kong bei den Bürgermeisterwahlen in Taipeh auf den zweiten Platz und die Partei gewann 11 von 52 Sitzen im Stadtrat. Ihren politischen Höhepunkt erlebte die Partei Mitte der 1990er, als sie bei der Wahl zum Legislativ-Yuan 1995 mit 21 (12,8 %) von 164 Sitzen ihr bestes Ergebnis erreichte. Danach sank ihr relativer Stimmenanteil in den folgenden Parlamentswahlen ab. Bei der Präsidentenwahl 1996 zog sie den zunächst aufgestellten Kandidaten Wang Chien-shien wieder zurück, um den KMT-Abweichler Lin Yang-kang zu unterstützen. Bei der Präsidentenwahl im Jahr 2000 stellte die Xindang mit Li Ao einen eigenen Kandidaten auf. Die Partei sah sich bei dieser Wahl allgemeinem Spott ausgesetzt, weil ihr Parteivorsitzender Li Ching-hua kurz vor der Wahl öffentlich seinen Übertritt zur konkurrierenden Qinmindang erklärte. Li Ao landete mit 0,13 % der Wählerstimmen weit abgeschlagen.
Bei der Wahl zum Legislativ-Yuan im Jahr 2012 konnte die Partei kein Mandat mehr erringen und die Partei rutschte praktisch in die politische Bedeutungslosigkeit ab. 
Am 27. November 2012 kündigte die Xindang ihren Austritt aus der KMT-geführten pan-blauen Koalition an, der die Xindang bisher angehört hatte. Der Parteivorsitzende Yok Mu-ming (郁慕明 Yù Mùmíng) erklärte, die Xindang habe bisher die KMT unterstützt, um die Machtübernahme durch die Parteien der pan-grünen Koalition zu verhindern. Es sei angesichts der stockenden Wirtschaftsentwicklung Taiwans jetzt aber an der Zeit, den blau-grünen Konfrontationskurs beizulegen. Die Xindang wolle in Zukunft eine von der KMT unabhängigere Politik verfolgen. Bei dieser Entscheidung spielte sicher eine Rolle, dass die Xindang trotz Unterstützung des KMT-Kandidaten Ma Ying-jeou bei der Präsidentenwahl 2012 und Parlamentswahl 2012 nicht an der anschließend gebildeten KMT-geführten Regierung beteiligt worden war. Am 22. August 2015 rief der Xindang-Parteiführer Yok Mu-ming seine Parteianhänger jedoch wieder dazu auf, bei der kommenden Wahl des Legislativ-Yuans 2016 bei der Direktwahl der Wahlkreiskandidaten die Kuomintang-Kandidaten zu wählen um einen Sieg der DPP zu verhindern. Die Xindang kandidierte nur für die 34 Parlamentssitze, die über die Landesliste vergeben werden, scheiterte dort mit 4,18 % der Stimmen aber an der 5 %-Hürde.

## Bisherige landesweite Wahlergebnisse

### Legislativ-Yuan
| Wahl | Gewonnene Sitze | Änderung | Stimmen gesamt | Stimmen in Prozent | Ergebnis                                | Spitzenkandidat |
| ---- | --------------- | -------- | -------------- | ------------------ | --------------------------------------- | --------------- |
| 1995 | 21/164          | ▲21      | 1.222.931      | 13,0 %             | in der Opposition                       | Chen Kuei-miao  |
| 1998 | 11/225          | ▼10      | 0.708.465      | 07,1 %             | in der Opposition                       | Chou Yang-shan  |
| 2001 | 1/225           | ▼8       | 0.269.620      | 02,9 %             | Teil der pan-blauen Regierungskoalition | Yok Mu-ming     |
| 2004 | 1/225           | ▬        | 0.012.137      | 00,13 %            | Teil der pan-blauen Regierungskoalition | Yok Mu-ming     |
| 2008 | 2/113           | ▲1       | 0.199.402      | 03,53 %            | Teil der pan-blauen Regierungskoalition | Yok Mu-ming     |
| 2012 | 0/113           | ▼2       | 0.010.678      | 00,08 %            | nicht im Legislativ-Yuan vertreten      | Yok Mu-ming     |
| 2016 | 0/113           | ▬        | 0.510.074      | 04,18 %            | nicht im Legislativ-Yuan vertreten      | Yok Mu-ming     |
| 2020 | 0/113           | ▬        | 0.147.373      | 01,04 %            | nicht im Legislativ-Yuan vertreten      | Yok Mu-ming     |
| 2024 | 0/113           | ▬        | 0.040.429      | 00,29 %            | nicht im Legislativ-Yuan vertreten      |                 |

### Nationalversammlung
| Wahl | Gewonnene Sitze | Änderung | Stimmen gesamt | Stimmen in Prozent |
| ---- | --------------- | -------- | -------------- | ------------------ |
| 1996 | 46/334          | ▲46      | 1.425.896      | 13,7 %             |
| 2005 | 3/300           | ▼43      | 34.253         | 0,88 %             |